# Manas-Bastanous
Manas-Bastanous is een gemeente in het Franse departement Gers (regio Occitanie) en telt 90 inwoners (2009). De plaats maakt deel uit van het arrondissement Mirande.

## Geografie
De oppervlakte van Manas-Bastanous bedraagt 7,6 km², de bevolkingsdichtheid is dus 11,8 inwoners per km².
De onderstaande kaart toont de ligging van Manas-Bastanous met de belangrijkste infrastructuur en aangrenzende gemeenten.

## Demografie
Onderstaande figuur toont het verloop van het inwonertal (bron: INSEE-tellingen).